# Öböl menti vasútvonal
Az Öböl-menti vasútvonal, más néven GCC-vasút, egy javasolt vasúti rendszer, amely az Öböl Menti Együttműködési Tanács mind a hat kelet-arábiai tagállamát összekötné. A vasúthálózat teljes hossza 2177 km lesz. A projekt becsült költsége 250 milliárd amerikai dollár. A tervek szerint 2030-ra készül el, bár 2023-ban még nem kezdődtek el az építési munkálatok.
A hat GCC-tagállam mindegyike felelős a projekt területére eső részének megvalósításáért, és saját vasútvonalakat és elágazásokat, állomásokat és teherterminálokat épít. A költségeket a hat ország a vasúti hálózat egyes országokon belüli hosszának arányában osztja meg. Ennek eredményeként az Egyesült Arab Emírségek és Szaúd-Arábia költi a legtöbbet a projektre, őket követi Omán, Katar, Kuvait és Bahrein. Szaúd-Arábiában a Saudi Railway Company, az Egyesült Arab Emírségekben az Etihad Rail, Ománban az Oman Rail, Katarban pedig a Qatar Rail fogja kiépíteni a hálózatot.
A projekt akadályokba ütközött a projekt finanszírozásával kapcsolatos kihívások miatt, amelyeket az ingadozó olajárak súlyosbítottak, valamint a hat érintett állam érdekeinek összehangolásának hiánya miatt. A projekt befejezésének várható időpontja bizonytalan, mivel nem tisztázott a vállalkozás pontos léptéke és működési modellje.

## Története
Az Öböl menti vasútvonal projektet a GCC tagállamai a 2009 decemberében Kuvaitvárosban tartott 30. GCC-csúcstalálkozón hagyták jóvá.. Szaúd-Arábia volt az egyetlen GCC-ország, amely a projektre tett javaslat idején még nem rendelkezett vasúti infrastruktúrával. A projekt befejezésének eredeti határideje 2018 volt. Ezt a GCC közlekedési minisztereinek 2016. áprilisi rijádi találkozóján 2021-re halasztották.
2015 novemberében Mohamed Al Suwaiket, a Szaúdi Vasutak Szervezetének (SRO) elnöke kijelentette, hogy a GCC vasút megvalósítása Ománban és az Egyesült Arab Emírségekben megkezdődött, Szaúd-Arábiában pedig két hónapon belül megkezdődik.. 2015 nyarán Katar pályázatot írt ki az Öböl-menti vasútprojekt saját részére, de később a projektet felfüggesztette. 2016 márciusában Abdulla Al Subaie, a Qatar Rail ügyvezető igazgatója kijelentette, hogy Katar készen áll a projekt munkálatainak megkezdésére, de megvárja, hogy a többi GCC-ország megkezdje az építkezést. 2016 januárjában az Etihad Rail felfüggesztette az Egyesült Arab Emírségek vasúti projektjének 2. fázisára vonatkozó pályáztatási eljárást, amely magában foglalja az Öböl-menti vasútvonal Egyesült Arab Emírségekre eső részét is. 2016 májusában Abdullah Belhaif Al Nuaimi, az Egyesült Arab Emírségek infrastruktúra-fejlesztési minisztere kijelentette, hogy a döntés "logikus volt, mert egyszerűen nem lehet megépíteni a saját részét, és megvárni, hogy mások elkezdjék."
2016 májusában Omán bejelentette, hogy leállítja a projektet. Ahmed al-Futaisi ománi közlekedési miniszter azt mondta: "Az országok között kihívást jelentett a projekt végrehajtásának üteme. Néhány ország elkezdte, de néhány másik nem követte a tervet. Ez tehát kihívást jelentett Omán számára. Még ha Omán be is fejezi a saját részét, nem tud csatlakozni, mert más országok nem kezdték meg a munkát". Tisztázta, hogy Omán „nem mondta le a projektet, csak késleltette, mivel más Perzsa-öböl menti országok úgy döntöttek, hogy leállítják a projekt munkálatait.” Omán ezt követően a belföldi vasúti hálózatának megépítésére összpontosított, amely Szalálah, Szohár és Duqm kikötőit köti össze. Bahrein kijelentette, hogy a projekt Szaúd-Arábiával összekötő részének építését csak 2023-ban kezdi meg. Az ország csak a szaúdi összeköttetés befejezése után kívánja megépíteni a Kuvaittal való összeköttetést.
Futaisi és David Briginshaw, az International Railway Journal főszerkesztője kijelentette, hogy a projektet elsősorban az alacsony kőolaj- és ásványi anyagár akadályozza, amely a GCC-tagok költségvetési hiányát eredményezte. Briginshaw elmondta: „Az alacsony olajárak befolyásolják a beruházásokat, és nyilvánvalóan [Omán] projektjének célja, hogy ásványi anyagokat szállítson a tengerpartra, így ha nincs kereslet, az megkérdőjelezi az egész projektet”. A projektet először a magas olajárak idején tervezték. Az EU-val ellentétben a GCC gazdaságilag nem integrált, az államok önállóan cselekszenek, és saját politikájukat követik, ami néha egymással versengő gazdasági menetrendeket hoz létre. Az országok úgy döntöttek, hogy saját belföldi vasúthálózatukat helyezik előtérbe az Öböl-menti vasúttal szemben, attól tartva, hogy a határ felé vezető vonalakat építhetnek, mielőtt szomszédjuk kellőképpen befejezné a projekt saját részének munkálatait. A projektet akadályozó további aggályok a nem Öböl-menti országok állampolgárainak vízumkérdései, az illegális migráció, a csempészet, az egymással versengő gazdasági menetrendek és a vonalak találkozási pontjával kapcsolatos nézeteltérések.
Helmut Scholze, a Roland Berger Middle East partnere úgy véli, hogy a projekt azért késik, mert nem világos, hogy Szaúd-Arábia mikor építi meg a hálózat saját részét. Scholze szerint a szaúdi rész nélkül az Egyesült Arab Emírségeknek nem volt értelme folytatni a beruházást, Ománnak pedig még kevésbé volt ösztönző, mivel nem kaptak volna hozzáférést Szaúd-Arábiához (a régió legnagyobb piacához) és a többi GCC-országhoz. Scholze szerint ez azt eredményezte, hogy az Egyesült Arab Emírségek és Omán a közúti forgalom csökkentése és az áruszállítás érdekében a belföldi vasúti hálózatok kiépítésére összpontosít. A késedelmek ellenére Scholze úgy véli, hogy a projektet be fogják fejezni. A Construction Week Online idézett egy vasúti iparági forrást, aki szintén úgy véli, hogy a projektet be fogják fejezni. A névtelen forrás azonban úgy vélte, hogy "a legkorábbi [befejezési dátum] 2025 lesz, de ha reálisan nézzük, a legvalószínűbb befejezési dátum 2030 lesz."
A 2016 decemberében Bahreinben tartott 37. GCC-csúcstalálkozón a GCC Legfelsőbb Tanácsa hangsúlyozta annak fontosságát, hogy a tagok elkötelezettek legyenek a vasúti projekt mellett. Szalmán szaúdi király kérésére a Tanács úgy döntött, hogy a projekttervezetet a gazdasági és fejlesztési bizottságnak küldi meg, hogy biztosítsa az időben történő megvalósítást. A szaúdi közlekedési miniszter, Sulaiman al-Hamdan kijelentette, hogy "a projekt nagy része Szaúd-Arábiában már befejeződött".
2017. február 28-án Abdulla S. Al Katheeri, az Egyesült Arab Emírségek Szövetségi Közlekedési Hatóságának (FTA) szárazföldi és tengeri főigazgatója kijelentette, hogy a GCC az ingadozó olajárak ellenére is tartani tudja a projekt 2021-es határidejét. Katheeri rámutatott, hogy a GCC-ben javasolt vasúti projektek összértéke meghaladja a 240 milliárd dollárt, és jelenleg 69 milliárd dollár értékű projekt van építés alatt. 2017. március 7-én a Dubaiban megrendezett Middle East Rail 2017 konferencián és kiállításon Abdullatif Al-Zayani, a GCC főtitkára kijelentette, hogy az Öböl-menti vasútra a régió fenntartható fejlődésének biztosítása érdekében van szükség. Megjegyezte azt is, hogy a GCC korábbi ülésein konszenzus alakult ki a projekt megvalósítása érdekében. Ugyanezen az eseményen a szaúd-arábiai Közlekedési Hatóság és az SRO elnöke, Rumaih Al Rumaih bejelentette, hogy a GCC megkezdte egy megvalósíthatósági tanulmány elkészítését egy GCC regionális vasúti hatóság létrehozására..
2017 áprilisában Abdul Rahim Al Naqi, a GCC Kamarák Szövetségének főtitkára kijelentette, hogy Szaúd-Arábia, az Egyesült Arab Emírségek és Omán jelentős előrelépést tett a projekt megvalósítása terén. Azt is megerősítette, hogy Bahrein egy nemzetközi céget bízott meg a projekt kivitelezésével. Naqi tisztázta, hogy az első fázisban minden országnak ki kell fejlesztenie a városok közötti vasúti összeköttetést belföldön, majd határokon átnyúló kapcsolatokat kell kiépítenie más GCC-államokkal. Naqi kijelentette, hogy a kuvaiti projektet infrastrukturális és műszaki problémák késleltették. A kuvaiti hatóságok problémákkal szembesültek a tervezett útvonal mentén fekvő gazdaságok és egyéb magántulajdonok megszerzésével, és nehézségekbe ütközött annak biztosítása is, hogy az útvonal ne ütközzön olajipari létesítményekkel. Kijelentette, hogy a projekt építése Kuvaitban 2018-ban kezdődik, és 2020-ra fejeződik be. 2018 augusztusában Kuvait megkezdte a szaúdi határon lévő Al-Nuwaiseebhez csatlakozó, 111 km hosszú vasútvonal építését.
A projekt Egyesült Arab Emírségekbeli szakasza 2018. november 27-én lendületet kapott, amikor az Egyesült Arab Emírségek Pénzügyminisztériuma és az Abu-Dzabi Pénzügyminisztérium megállapodást írt alá az ország vasúti hálózatának 2. fázisának finanszírozásáról, amely egy 605 kilométeres, a szaúd-arábiai határon lévő Ghuwaifattól Fujairahig tartó vonalból áll. 2023. február 23-án az Etihad Rail hálózatot csak teherszállításra nyitották meg.
2024 áprilisában az Etihad Rail és az Oman Rail bejelentette egy új közös vállalat, a Hafeet Rail létrehozását, amely 300 km hosszú új vasútvonalat épít, hogy összekösse az Etihad Rail hálózatát Abu Dhabinál az ománi Sohar kikötőjével, Al Ainon keresztül haladva. Ha megépül, ez lenne az Öböl-menti vasút első nemzetközi összeköttetése. 

## A hálózat
A tervezett vasútvonal Kuvaitvárosból indulna, áthaladna a szaúd-arábiai Dammamon és Al-Batha kikötőjén, az Egyesült Arab Emírségekben Abu Dhabin és Al Ainon, majd Soharon keresztül Ománba érkezne, mielőtt Muscatban érne véget. Dammamból a tervezett King Hamad Causewayen keresztül Bahreinbe, a Salwa kikötőn keresztül pedig Katarba vezetnek majd az elágazások. A Bahrein és Katar között tervezett Katar-Bahrein autópálya további összeköttetést biztosít majd.
Bahreinben három állomás építését javasolják. A Dammamból Bahreinbe érkezés után a vonal első állomása a Khalifa bin Salman kikötő lesz, majd a Bahreini nemzetközi repülőtér és az Amwaj-szigetek állomásai következnek. Amwajból a vonal Katarba vezet majd.
Az alábbi táblázat az egyes országokban a rendszer hosszát mutatja.
| Ország                  | Vasút hossz     |
| ----------------------- | --------------- |
| Kuvait                  | 145 km (90 mi)  |
| Bahrain                 | 36 km (22 mi)   |
| Katar                   | 283 km (176 mi) |
| Szaúd-Arábia            | 663 km (412 mi) |
| Egyesült Arab Emírségek | 684 km (425 mi) |
| Omán                    | 306 km (190 mi) |